# Фадеево (Краснодарский край)
Фадеево — село в Крымском районе Краснодарского края.
Входит в состав Варениковского сельского поселения.

## Уличная сеть
- пер. Анапский,
- пер. Мира,
- пер. Северный,
- ул. Анапская,
- ул. Заводская,
- ул. Зелёная,
- ул. Мира,
- ул. Молодёжная,
- ул. Фадеева,
- ул. Школьная.

## Население
| 1999 | 2002 | 2010 |
| ---- | ---- | ---- |
| 657  | ↘603 | ↗663 |